# Skådespelerskan
Skådespelerskan – Dramatisk teckning i två akter är Anne Charlotte Lefflers första offentligt uppförda drama, skrivet 1873. Pjäsen hade urpremiär på Kungliga Dramatiska Teatern samma år. Tio år senare, 1883, trycktes pjäsen för första gången, under namnet Anne Charlotte Edgren. Efter att ha legat i glömska under många år gavs pjäsen på nytt av Rosenlarv Förlag i samarbete med Stockholms Stadsteater 2008.

## Om pjäsen
Skådespelerskan tillkom tidigt år 1873. Leffler skrev pjäsen på fjorton dagar och var mer nöjd med den än något av sina tidigare arbeten. Den 14 februari lät hon läsa texten för bästa vännen Thecla Sköldberg och dagen efter skickade hon sin fosterbror Viktor Lorén för att lämna in pjäsen på Kungliga Dramatiska Teatern i Stockholm. Lorén meddelades att det skulle dröja två månader innan han skulle få svar. Redan efter två veckor, den 28 februari, satte teatern in en annons i Stockholms Dagblad där de efterlyste "förf till Skådespelerskan" att lämna sin adress på teaterns kansli. Oscar Wijkander, intendent och litteratör, önskade även göra en del bearbetningar i hennes manus. Leffler kunde dock inte ge sin riktiga adress till Wijkander eftersom hon valt att hemlighålla att det är hon som skrivit pjäsen. I stället tog hon hjälp av flera personer i sin närhet: Lorén, Sköldberg och vännen Kornelia Pålman (hennes man fick inte veta något). Hon bad också att få teaterledningens brev ställda till Dagbladskontoret med adress "Ester Larsson" (pjäsens huvudperson) eller "Agda N:o 13".
I september stod det i tidningarna att Skådespelerskan var under repetition. Den 10 november annonserades att pjäsen skulle gå upp "på lördag", men samma dag fick Leffler brev från Wijkander, ställt till mottagaren "Agda N:o 13", att premiären måste skjutas ytterligare på framtiden eftersom Axel Elmlund, en av huvudrollsinnehavarna, blivit långvarigt sjuk. I sin dagbok skrev Leffler: "En sådan otur! Nu kan jag få vänta i månader". Så kom emellertid inte att bli fallet utan den 18 december 1873 ägde premiären rum och Leffler gick tillsammans med sin bror Frits Läffler. Pjäsen föll publiken i smaken, som applåderade och ville ha in författaren på scen. Teaterledningen lät emellertid meddela att man inte visste vem som skrivit pjäsen. Leffler satt i publiken och "blev både blek och röd utan att någon människa tänkte på henne".
Skådespelerskan blev en stor framgång och kom under två säsonger att spelas sammanlagt 30 gånger. Detta var mer än fem gånger så mycket än vad som var normalt vid Dramaten. Lefflers arvode blev 1 300 svenska kronor, vilket var en ansenlig summa. I oktober 1874 såg Leffler pjäsen en andra gång tillsammans med sin yngre bror Artur. Vid detta tillfälle närvarade även Sveriges dåvarande kung Oscar II, som enligt Anne Charlotte Lefflers beskrivning i sin dagbok "klappade nådigt sina höga händer".
En person som inte uppskattade Lefflers framgång var hennes make Gustaf Edgren. Han visste till en början inte om att Leffler hade skrivit pjäsen och inte heller att hon lämnat in den till Dramaten. I november 1873 fick han reda på hur det låg till och blev då ledsen och generad då han var mycket orolig att hans hustru snart skulle bli "i hvar mans mun". Det var nämligen av hänsyn till Edgrens position som ämbetsman som Leffler valde att vara anonym. Efter premiären var pjäsen på förslag att tryckas i Tidskrift för hemmet men detta förbjöds av äldsta brodern Gösta Mittag-Leffler som ansåg att om hon gjorde så skulle "kompromettera" sig.
Genom att skriva pjäsen bearbetade Leffler sin egen livssituation. Likt huvudperson i pjäsen Ester Larsson försökte Leffler kombinera hustrurollen med yrkesrollen som författare och genom att skriva pjäsen visade Leffler för maken att hon inte tänkte välja bort någon av dessa.
År 2008 gavs pjäsen på Stockholms Stadsteaters lilla scen i regi av Sara Giese och med Maria Sundbom i rollen som skådespelerskan. Året efter sattes pjäsen upp av Kullehusteatern vid Tessinska palatsets barockträdgård. Pjäsen regisserades av Anita Ekström med Linda Kulle i rollen som skådespelerskan.

## Handling
Handlingen utspelar sig i två akter och är förlagd till familjen Stålbergs hus i Strömsfors. Det är juletid.

### Akt I
Kvinnorna i familjen är samlade i hemmet och väntar på att brukspatron Stålberg samt sönerna Sven och Helge ska komma hem. När Helge kommer uppdagas det att han är förlovad och att han har sin nya fästmö med sig hem, skådespelerskan Ester Larsson, som introduceras för familjen. Trots ansträngningar att vara en god fästmö så sticker Esters uppförande ut i ögonen på Fru Stålberg och Elin, som genast blir avogt inställda till Ester. Akten avslutas med att Helge anklagar Ester för att vara en skådespelerska även privat.

### Akt II
Den andra akten inleds med en monolog av Ester, där hon övar på sina repliker som Julia i William Shakespeares pjäs Romeo och Julia. Helge kommer in i rummet och Ester för giftermål på tal, något hon inte gjort innan. Agda kommer in i rummet, varpå Ester och Helge annonserar att dessa ämnar att gifta sig två veckor senare.
Det uppdagas att familjen föregående kväll varit på bal, där Ester dragit uppmärksamhet till sig. Vidare framkommer att Ester dansat tillsammans med Sven och att hon lovat både Ivar och Seth att få köra henne i kappsläden. Dessa händelser sätter hela familjen i gungning: Ivar och Seth grälar, Elin gråter av svartsjuka och klandrar Sven för att föredra Ester framför henne, Fru Stålberg skäms och avböjer en ny balinbjudan som ankommer per bud.
Brukspatron Stålberg får ett brev från Esters teaterföreståndare, där det framkommer att hon inte alls ämnar sluta med teatern, som hon uppgett för fästmannen, utan istället tänker fortsätta sin skådespelarkarriär. När detta kommer Helge till kännedom blir han ursinnig och konfronterar Ester i frågan, varpå hon förklarar sig med att det var omöjligt för henne att välja mellan teatern och honom och att han därför måste låta henne välja båda. Helge avböjer och paret bestämmer sig för att gå skilda vägar. I sista stund ångrar sig Helge, men Ester bestämmer sig ändå, efter en stunds tvekande, för att välja teatern. Med tårar i ögonen förklarar hon att hon ensam går ut i världen, varpå Elin och Fru Stålberg gråtande omfamnar henne. Ester omfamnar därefter Helge, kysser hans hand och störtar sedan ut.

## Personer
Pjäsen har totalt tio rollfigurer, varav fem är kvinnor och lika många är män.
- Ester Larsson - skådespelerska och tillika Helges trolovade. Saknar en egen familj då hon växte upp som fosterbarn.
- Brukspatron Stålberg - Ägare till bruket på orten och tillika familjefader.
- Fru Stålberg - fru i familjen. Heter egentligen Malin. Är avogt inställd till Ester.
- Elin - en av familjens två döttrar. Är trolovad med Sven. Är avogt inställd till Ester.
- Agda - familjens andra dotter. Är välvilligt inställd till Ester.
- Ivar - son i familjen. Hyser känslor för Ester.
- Seth - son i familjen. Hyser känslor för Ester.
- Helge - Fru Stålbergs son från ett tidigare giftermål. Esters trolovade.
- Sven - Elins fästman. Blir betuttad i Ester på balen.
- Anna - tjänarinna.

## Utgåvor
Skådespelerskan har getts ut i tre olika utgåvor. Första gången var 1883, tio år efter urpremiären. I denna utgåva ingick även skådespelet Under toffeln. Andra gången var 2007 som talbok i en så kallad DAISY-utgåva. Tredje gången var 2008, denna gången på Rosenlarv Förlag.
- Leffler, Anne Charlotte (1883). Skådespelerskan: dramatisk teckning i två akter ; Under toffeln : komedi i två akter. Stockholm: Hæggström. Libris 1253278
- Edgren, Anne Charlotte. (2007). Skådespelerskan dramatisk teckning i två akter ; Under toffeln : komedi i två akter /. Huddinge: Södertörns högskola. Libris 12559449
- Leffler, Anne Charlotte (2008). Skådespelerskan: dramatisk teckning i två akter. Stockholm: Rosenlarv. Libris 10828835. ISBN 978-91-975993-7-5

## Mottagande
Pressreaktionerna var allt som oftast positiva. Post- och Inrikes Tidningars recensent uttryckte sin glädje över "ett svenskt original där man kan känna igen både personerna och interieuren".
I Aftonbladet berömde Anders Flodman, som tidigare varit Lefflers svensklärare, hennes rollfigursteckningar som skarpa. Han ansåg också huvudpersonen Ester Larsson vara en särskilt intressant typ och betonade också värdet av ett svenskt original, som han menade att Skådespelarskan var. Recensenten i Stockholms Dagblad berömde på ett liknande sätt som Flodman Lefflers rollfigurer, men personen ansåg också att det fanns åtskilligt i pjäsen som "lemnar ett vidrigt intryck".
I Dagens Nyheter var det August Strindberg som recenserade Skådespelerskan. Dagen efter premiären hade han skrivit en kort notis i vilken han uttryckte sin förtjusning över pjäsen. Han menade också att författaren har "ganska skarp blick i mennisko- i synnerhet qvinnohjertats hemligheter". Ytterligare en dag senare skrev han en längre text i samma tidning där han bland annat belyste att huvudpersonen genomgår en karaktärsutveckling genom pjäsen. Strindberg sammanfattade sina intryck med orden:
| ”                   | Stycket är väl gjordt, dialogen enkel och osökt samt fri från beräknande och på förhand tilverkade pointer. Den som sett så pass djupt in i en karakter kan nog genomskåda flera, och vi önska förf. god fortsättning på sina spaningar i den menskliga naturens innandömen. | „ |
| – August Strindberg | |   |

### Fotnoter
1. ↑  Lauritzen 2012, s. 89
2. ↑  Lauritzen 2012, s. 90-91
3. 1 2  Lauritzen 2012, s. 98-99
4. ↑  Sarachu och Holmqvist i Leffler 2008, s. 74
5. ↑  Lauritzen 2012, s. 90-91, 109
6. ↑  Lauritzen, Monica i Gedin et al 2013, s. 21
7. ↑  Lauritzen, Monica i Gedin et al 2013, s. 26
8. ↑  ”Skådespelerskan”. Musikverket. http://calmview.musikverk.se/CalmView/Record.aspx?src=CalmView.Performance&id=PERF25093&pos=5. Läst 3 augusti 2015.
9. ↑  ”Skådespelerskan”. Musikverket. http://calmview.musikverk.se/CalmView/Record.aspx?src=CalmView.Performance&id=PERF27360&pos=3. Läst 3 augusti 2015.
10. 1 2  ”Skådespelerskan”. Dramawebben. Arkiverad från originalet den 11 augusti 2010. https://web.archive.org/web/20100811234546/http://www.dramawebben.se/pjas/skadespelerskan. Läst 28 oktober 2012.
11. ↑  Leffler 2008, s. 9-41
12. ↑  Leffler 2008, s. 42-48
13. ↑  Leffler 2008, s. 48-54
14. ↑  Leffler 2008, s. 54-69
15. ↑  ”Sökning på Anne Charlotte Leffler Skådespelerskan”. Libris.kb.se. http://libris.kb.se/hitlist?d=libris&q=Anne+Charlotte+Leffler+Sk%C3%A5despelerskan&f=simp&spell=true&hist=true&p=1. Läst 16 november 2010.
16. 1 2 3  Lauritzen 2012, s. 96
17. ↑  Lauritzen 2012, s. 97